# Pro Display XDR
Pro Display XDR — 32-дюймовий плоскопанельний комп'ютерний монітор, розроблений компанією Apple Inc. на базі дисплея LG і випущений 10 грудня 2019 року. Він був анонсований на Apple Worldwide Developers Conference 3 червня 2019 року разом із Mac Pro третього покоління. Це перший монітор під брендом Apple після припинення виробництва Apple Thunderbolt Display у 2016 році. Він продається поряд зі споживчим монітором Apple Studio Display.

## Опис

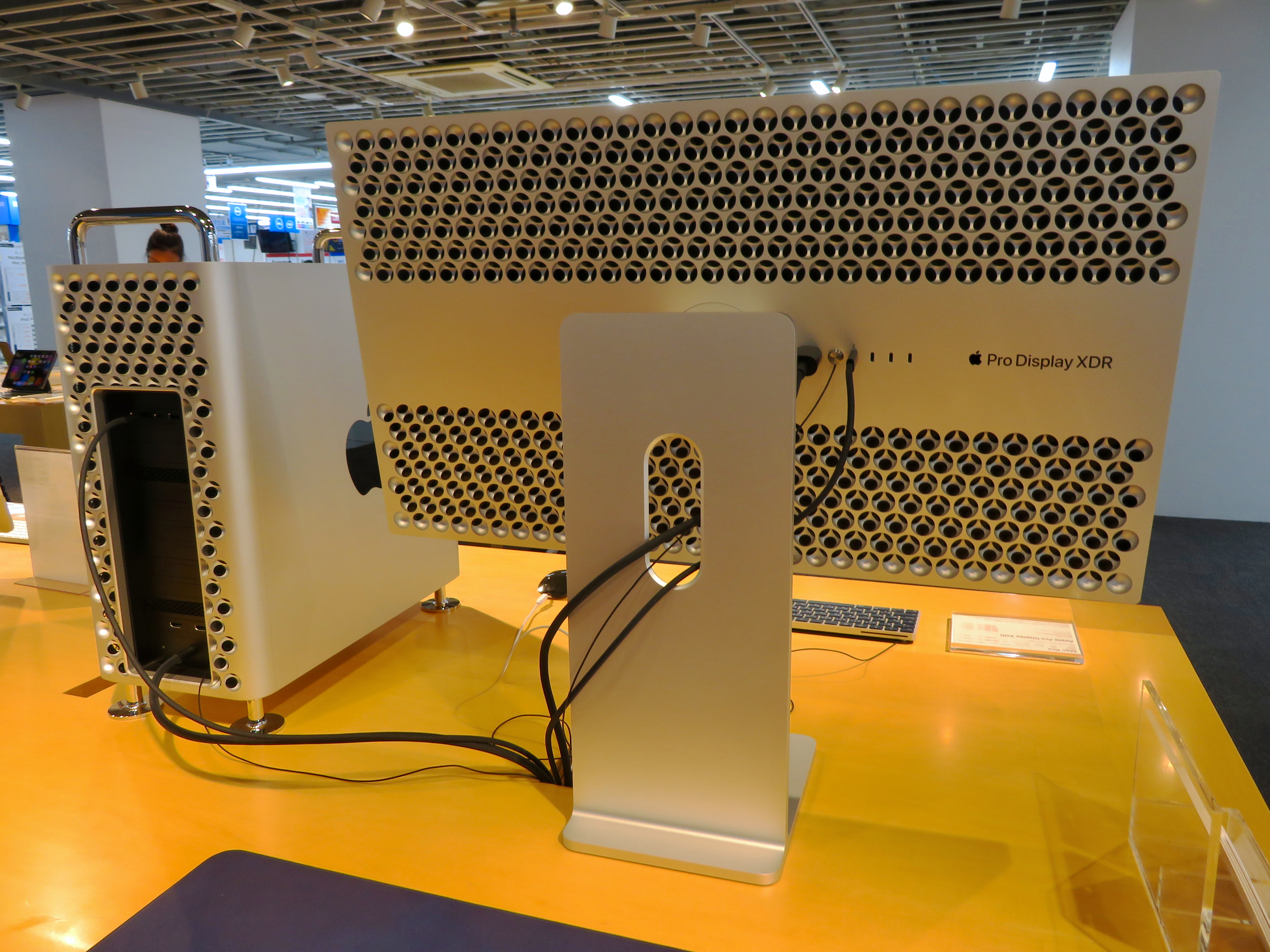
Задня панель Pro Display XDR, що підключений до живлення та Mac Pro через Thunderbolt 3 (USB-C).

Адаптер VESA Mount для дисплея

Pro Display XDR містить відкалібровану за кольором панель із роздільною здатністю 6016 × 3384 6K, а його задня кришка має решітку, схожу на Mac Pro третього покоління. Щоб покращити коефіцієнт контрастності та можливості HDR, він використовує світлодіоди синього кольору для підсвічування замість білого, з вищою частотою оновлення, ніж сам дисплей, і містить систему «спеціальних лінз і відбивачів». Згадана решітка служить радіатором: Apple заявила, що ця конструкція забезпечила дисплею достатній рівень теплового управління для «необмеженої» роботи при яскравості 1000 кд/м² по всьому екрану та до 1600 кд/м² у середовищі, холоднішому за 25 °C. Дисплей доступний із додатковим оздобленням скла з нанотекстурою лазерного тиснення для зменшення відблисків. Для очищення, версія з нанотекстурою потребує спеціальної «сухої полірувальної тканини», що входить до комплекту постачання дисплея та окремо продається компанією Apple.

Варіанти кріплення можна додатково придбати окремо як аксесуар — або «Адаптер VESA Mount», або стійку «Pro Stand». Обидва використовують власну магнітну систему для кріплення дисплея. Стійка Pro Stand дозволяє регулювати висоту та обертати дисплей, а також містить перемикач блокування, який розблоковує обертання, коли дисплей має достатньо вільного простору для повороту на 90 градусів. Адаптер VESA Mount дає змогу використовувати підставку з кріпленням VESA. Датчики на дисплеї автоматично повертають інтерфейс користувача в портретний режим при обертанні монітора. Apple співпрацювала з Logitech у розробці вебкамери 4K, яка кріпиться до верхньої частини дисплея за допомогою магніту.

## Сумісність
Pro Display XDR працює з повною роздільною здатністю у високому динамічному діапазоні з iPad Pro п'ятого покоління та такими комп'ютерами Mac із macOS Catalina 10.15.2 або пізнішої версії:
- iMac[en]: 2019 або пізніше, підтримують один дисплей (стандартні моделі 2019 і 2020 років, M1 2021) або два дисплеї (27-дюймова модель 2020 року з Radeon Pro 5700 або 5700 XT)
- MacBook Air: 2020 або пізніше, підтримують один дисплей
- Mac Mini: 2020 (M1) або пізніше, підтримують один дисплей
- MacBook Pro 13 дюймів: Середини 2020 року з 4 портами Thunderbolt 3 і кінця 2020 року з M1, підтримують один дисплей
- MacBook Pro 14 дюймів: всі моделі, підтримують два дисплеї (M1 Pro) або три дисплеї (M1 Max)
- MacBook Pro 15 дюймів: 2018 або пізніше, підтримують один дисплей
- MacBook Pro 16 дюймів: всі моделі, підтримують два дисплеї (Intel, M1 Pro) або три дисплеї (M1 Max)
- Mac Pro: 2019 або пізніше, підтримують два дисплеї (580X, Vega II), три дисплеї (W5700X), чотири дисплеї (дві Vega II, Vega II Duo) або шість дисплеїв (дві Vega II Duo)
- Mac Studio: всі моделі, підтримують чотири дисплеї[15]
- Mac на базі процесорів Intel із Thunderbolt 3 у поєднанні з Blackmagic eGPU або eGPU Pro або Sonnet eGFX Breakaway Puck RX 5500 XT або 5700

Mac і iPad Pro з DisplayPort будуть виводити на Pro Display XDR зображення, в тому числі комп'ютери Mac із Thunderbolt 2 за допомогою адаптера, але обмежені нижчою роздільною здатністю та стандартним динамічним діапазоном. Системи на базі Windows і Linux, які підтримують DisplayPort, можуть виводити на нього зображення, але не мають таких можливостей налаштування, як регулювання яскравості.
Pro Display XDR може забезпечити заряджання MacBook потужністю до 96 Вт. Для коректної взаємодії із задніми портами USB-C потрібен комп'ютер Mac із графічним процесором, який підтримує стиснення Display Stream Compression (16-дюймовий MacBook Pro 2019 року, Mac Pro 2019 року з W5700X, 27-дюймовий iMac 2020 року, комп'ютери Mac з Apple Silicon), щоб працювати на швидкості 3.0, інакше вони працюватимуть на швидкості 2.0.

## Оцінки
Невдовзі після анонсу стайка піддалася критиці та насмішкам через те, що вона продається як окремий продукт і за ціною, яка вважалася надмірною для її функції — роздрібна ціна становила 999 доларів США. Сайт Gizmodo відзначив: «ціна Apple Pro Stand настільки висока, що на WWDC 2019 натовп видав звук, коли було оголошено ціну, і це було в приміщенні, заповненому репортерами, співробітниками Apple, розробниками Apple та іншими різними послідовниками Apple, які справді повинні бути захищені від шоку». The Verge жартома назвав Pro Stand «найдорожчим донглом».

## Технічні характеристики
| Модель                                  | Pro Display XDR |
| --------------------------------------- | --- |
| Компонент                               | Двовимірна система підсвічування з 576 зонами повноматричного локального затемнення |
| Дата випуску                            | 10 грудня 2019 |
| Номер моделі                            | A1999 |
| Дисплей                                 | LCD-дисплей із діагоналлю 32 дюйми, технологіями IPS і оксидних TFT; екран із глянцевим склом або склом із нанотекстурою, роздільна здатність 6K (6016 × 3384), двовимірна система підсвічування з 576 зонами повноматричного локального затемнення. |
| Дисплей                                 | Співвідношення сторін 16:9 (широкоекранний) |
| Щільність пікселів (у пікселях на дюйм) | 218 |
| Час відгуку                             | 5 мс |
| Частота оновлення                       | 47,95 Гц (48000/1001), 48 Гц, 50 Гц, 59,94 Гц (60000/1001), 60 Гц |
| Кольори                                 | Розширена колірна гама (P3), 10-бітна глибина для передачі 1,073 мільярда кольорів |
| Коефіцієнт контрастності                | 1 000 000:1 |
| Яскравість                              | 1000 кд/м² по всій поверхні екрана та 1600 кд/м² у піковому режимі |
| Кут огляду                              | Надширокий кут огляду з високоточною передачею кольорів і контрастністю (при 89º зліва, 89º справа, 89º угорі, 89º унизу) |
| Лінійна напруга                         | Від 100 до 240 В, від 50 до 60 Гц, однофазний струм |
| Матеріал                                | Алюмінієвий корпус та скляна передня частина |
| Кабелі та можливості підключення        | Кабелі - Кабель живлення Можливості підключення - Три порти USB-C для заряджання або синхронізації (USB 3.2 Gen 1 для комп'ютерів Mac із графічним процесором, що підтримує стиснення Display Stream; інакше USB 2.0) - Один висхідний порт Thunderbolt 3 (USB-C) для Mac Pro або іншого пристрою Thunderbolt 3 (заряджання пристрою з потужністю 96 Вт) |
| Прикріплення                            | - Стійка Pro Stand - Адаптер VESA Mount |
| Розміри                                 | 41,2 см × 71,8 см × 2,7 см (дисплей) 65,3 см — 53,3 см (діапазон висоти в горизонтальному режимі) 80,6 см (висота в портретному режимі) |
| Вага                                    | 7,48 кг (без стійки) 11,8 кг (зі стійкою) |